# جاكي سيمبسون
جاكي سيمبسون (بالإنجليزية: Jackie Simpson)‏ هو لاعب كرة قدم أمريكية أمريكي، ولد في 2 أبريل 1934 في ميامي في الولايات المتحدة، وتوفي في 20 ديسمبر 2017.

## وصلات خارجية
- جاكي سيمبسون على موقع مرجع كرة القدم المحترفة.كوم (الإنجليزية)